# Fritigil
Fritigil (eller Fritigils), var en markomannisk drottning, som är känd som den sista regenten över de germanska folk som på 350-talet e.Kr. vandrat in i Pannonien. Troligen hade hon sitt säte i nuvarande Burgenland. Fritigil korresponderade med Ambrosius av Milano rörande hennes folks konvertering till kristendomen. Hon påverkade enligt Notitia Dignitatum sin make att underställa sig romersk överhöghet och stammen föll därmed under en romersk tribun. Påven Johannes Paulus II refererar till Fritigil i sitt brev Operosam Diem:
Has quidem normas sectabatur Mediolanensis Episcopus sua etiam in catechesi, quae singulari omnino vi audientes captabat. Eam plures sunt experti. Longinqua illa regina Marcomannorum Fritigil, ipsius fama adducta, scripsit ei ut super catholica religione informaretur recepitque vicissim «epistulam ... praeclaram in modum catechismi».